# Forsstroemia thomsonii
Forsstroemia thomsonii är en bladmossart som beskrevs av William Russell Buck 1980 [1981. Forsstroemia thomsonii ingår i släktet Forsstroemia och familjen Leucodontaceae. Inga underarter finns listade i Catalogue of Life.